# E-business

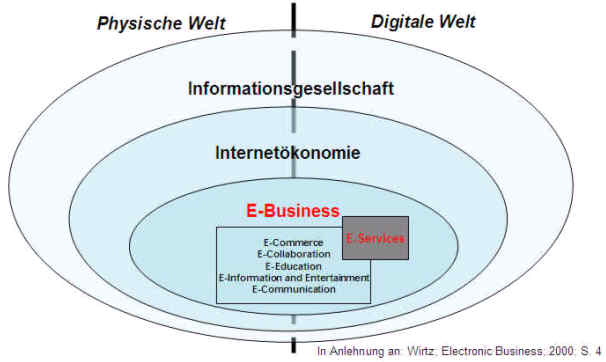
Schéma allemand

Le e-business (abréviation de electronic business, « commerce électronique » ou, au Québec, « affaires électroniques »), désigne l'utilisation des technologies de l'information et de la communication et notamment des techniques de l'internet et de la Toile ou Web pour faire du commerce ou des affaires.
Les méthodes proposées par les affaires électroniques permettent aux entreprises de mettre en œuvre leurs processus plus efficacement et avec plus de souplesse tant en interne qu'avec les entités extérieures (fournisseurs et partenaires), afin de satisfaire au mieux les besoins et les attentes des clients.
En pratique, l'utilisation du commerce électronique conduit à de nouvelles sources de revenu, à l'amélioration des relations avec les clients et partenaires, et à une meilleure efficacité par l'emploi des systèmes de gestion des connaissances. Les affaires électroniques peuvent se déployer à travers le réseau Internet public, des réseaux internes (intranet) ou externes (extranet) privés et sécurisés, ou plus généralement tout moyen de communication électronique.

## Historique
En 1994, IBM, avec son agence de publicité Ogilvy & Mather, a commencé à utiliser son expertise des solutions informatiques sur Internet sous le terme de "e-business." IBM a décidé de ne pas déposer le terme «e-business» afin que d'autres entreprises puissent utiliser le terme et ainsi créer une toute nouvelle branche de l'industrie informatique.

## Terminologie
Le mot e-business est un terme anglais formé à partir de e-, troncation de l'adjectif electronic, et du nom business, qui signifie « commerce » ou « affaires ». L'Office québécois de la langue française préconise l'expression « affaires électroniques » à la place de e-business.

## Que comprennent les affaires électroniques?
L’e-business couvre également tous les processus impliqués dans la chaîne de valeur : les achats électroniques (e-procurement en anglais), la gestion de la chaîne d'approvisionnement avec le traitement électronique des ordres, le service à la clientèle, et les rapports avec les partenaires. Cela s'applique aux organisations traditionnelles et virtuelles. Les normes techniques propres à l'e-business facilitent les échanges de données entre les entreprises. Les solutions logicielles intégrant ces normes permettent l'intégration des processus au sein des entreprises mais aussi entre les entreprises.
L'e-business peut comprendre l'utilisation du savoir et ou du savoir-faire des internautes, comme dans le crowdsourcing.

## Les Préoccupations
Bien que l'on ait beaucoup écrit sur les avantages économiques du commerce sur Internet, il existe également des preuves que certains aspects d'Internet tels que les cartes et les services de localisation peuvent servir à renforcer les inégalités économiques et la fracture numérique. Le commerce électronique peut être responsable de la consolidation et du déclin des entreprises de papeterie, de brique et de mortier, ce qui entraîne une augmentation des inégalités de revenus,,. L'auteur Andrew Keen, critique de longue date des transformations sociales causées par Internet, s'est récemment concentré sur les effets économiques de la consolidation des entreprises Internet, car ces entreprises emploient beaucoup moins de personnes par dollar de ventes que les détaillants traditionnels.

### Sécurité
Les systèmes de commerce électronique présentent naturellement des risques de sécurité plus importants que les systèmes commerciaux traditionnels, il est donc important que les systèmes de commerce électronique soient entièrement protégés contre ces risques. Un nombre beaucoup plus élevé de personnes ont accès aux affaires électroniques via Internet qu’elles n’auraient accès à une entreprise traditionnelle. Les clients, les fournisseurs, les employés et de nombreuses autres personnes utilisent quotidiennement un système de commerce électronique particulier et s'attendent à ce que leurs informations confidentielles restent sécurisées. Les pirates informatiques sont l'une des principales menaces à la sécurité des affaires électroniques. Certaines préoccupations courantes en matière de sécurité pour les affaires électroniques comprennent la confidentialité et la confidentialité des informations commerciales et des clients, l'authenticité des données et l'intégrité des données. Certaines des méthodes de protection de la sécurité des affaires électroniques et de sécurisation des informations comprennent des mesures de sécurité physique ainsi que le stockage de données, la transmission de données, un logiciel antivirus, des pare-feu et un cryptage pour n'en citer que quelques-uns,.

### Intimité et confidentialité
La confidentialité est la mesure dans laquelle les entreprises mettent les informations personnelles à la disposition d'autres entreprises et individus. Dans toute entreprise, les informations confidentielles doivent rester sécurisées et ne doivent être accessibles qu'au destinataire prévu. Cependant, cela devient encore plus difficile lorsqu'il s'agit spécifiquement des affaires électroniques. Protéger ces informations signifie protéger tous les enregistrements et fichiers électroniques contre tout accès non autorisé, ainsi que garantir la transmission et le stockage des données en toute sécurité. Des outils tels que le chiffrement et les pare-feu gèrent cette préoccupation spécifique dans le commerce électronique.

### Authenticité
Les transactions commerciales électroniques posent de plus grands défis pour établir l'authenticité en raison de la facilité avec laquelle les informations électroniques peuvent être modifiées et copiées. Dans une transaction e-business, les deux parties veulent avoir l'assurance que l'autre partie est bien ce qu'elles prétendent être, en particulier lorsqu'un client passe une commande et soumet ensuite un paiement par voie électronique. Une façon courante de garantir cela est de limiter l'accès à un réseau ou à des tiers de confiance en utilisant une technologie de réseau privé virtuel (VPN). L'établissement de l'authenticité est encore plus important lorsqu'une combinaison de techniques est utilisée, et ces techniques impliquent de vérifier «quelque chose que vous savez» (par exemple, un mot de passe ou un code PIN), «quelque chose dont vous avez besoin» (par exemple, une carte de crédit) ou «quelque chose que vous êtes» (c.-à-d. signatures numériques ou méthodes de reconnaissance vocale). Plusieurs fois dans le commerce électronique, cependant, «quelque chose que vous êtes» est assez fortement vérifié en vérifiant «quelque chose que vous avez» (c.-à-d. Carte de crédit) et «quelque chose que vous savez» (c-à-d. Numéro de carte) de l'acheteur.

### Intégrité des données
L'intégrité des données répond à la question "Les informations peuvent-elles être modifiées ou corrompues de quelque manière que ce soit?" Cela conduit à l'assurance que le message reçu est identique au message envoyé. Une entreprise doit être convaincue que les données ne sont pas modifiées en transit, que ce soit délibérément ou par accident. Pour aider à l'intégrité des données, les pare-feu protègent les données stockées contre tout accès non autorisé, tandis que la simple sauvegarde des données permet la récupération si les données ou l'équipement sont endommagés.

### Non-répudiation
Cette préoccupation concerne l'existence d'une preuve dans une transaction. Une entreprise doit avoir l'assurance que la partie destinataire ou l'acheteur ne peut pas nier qu'une transaction a eu lieu, ce qui signifie avoir suffisamment de preuves pour prouver la transaction. Une façon de lutter contre la non-répudiation consiste à utiliser des signatures numériques. Une signature numérique garantit non seulement qu'un message ou un document a été signé électroniquement par la personne, mais comme une signature numérique ne peut être créée que par une seule personne, elle garantit également que cette personne ne pourra pas nier ultérieurement avoir fourni sa signature.

### Contrôle d'accès
Lorsque certaines ressources et informations électroniques sont limitées à quelques individus autorisés, une entreprise et ses clients doivent avoir l'assurance que personne d'autre ne peut accéder aux systèmes ou aux informations. Il existe une variété de techniques pour résoudre ce problème, notamment les pare-feu, les privilèges d'accès, les techniques d'identification et d'authentification des utilisateurs (tels que les mots de passe et les certificats numériques), les réseaux privés virtuels (VPN), et bien plus encore.

### Disponibilité
Cette préoccupation est particulièrement pertinente pour les clients d'une entreprise, car certaines informations doivent être disponibles lorsque les clients en ont besoin. Les messages doivent être transmis de manière fiable et en temps opportun, et les informations doivent être stockées et récupérées selon les besoins. Étant donné que la disponibilité du service est importante pour tous les sites Web de commerce électronique, des mesures doivent être prises pour éviter toute interruption du service par des événements tels que des pannes de courant et des dommages à l'infrastructure physique. Des exemples pour résoudre ce problème incluent la sauvegarde des données, les systèmes d'extinction d'incendie, les systèmes d'alimentation sans coupure (UPS), la protection contre les virus, ainsi que la garantie d'une capacité suffisante pour gérer les demandes posées par le trafic réseau intense.[réf. nécessaire]

### Coût
L'internet d'entreprise qui prend en charge les affaires électroniques a un coût à maintenir d'environ 2 000 milliards de dollars en dollars informatiques externalisés uniquement aux États-Unis. Avec chaque site Web conçu sur mesure et maintenu dans le code, la charge de maintenance est énorme. Au XXIe siècle, recherchez de nouvelles entreprises qui aideront à normaliser l'apparence et la convivialité de la présence sur Internet d'une entreprise afin qu'elle soit de nature plus uniforme afin de réduire les coûts de maintenance.[réf. nécessaire]

### Solutions de sécurité
En matière de solutions de sécurité, le commerce électronique durable nécessite la prise en charge de l'intégrité des données, de l'authentification forte et de la confidentialité. De nombreuses choses peuvent être faites pour protéger nos affaires électroniques. Commencer avec des choses de base comme le passage au HTTPS à partir d'un ancien protocole HTTP obsolète qui est plus vulnérable aux attaques. En outre, les autres éléments qui nécessitent une attention particulière sont la sécurisation des serveurs et des panneaux d'administration, la sécurité de la passerelle de paiement, les logiciels antivirus et anti-malware, l'utilisation de pare-feu est également un must, des mises à jour régulières et la sauvegarde de nos données.

### Accès et intégrité des données
Il existe plusieurs manières différentes d'empêcher l'accès aux données conservées en ligne. Une façon consiste à utiliser un logiciel antivirus. C'est quelque chose que la plupart des gens utilisent pour protéger leurs réseaux quelles que soient les données dont ils disposent. Les entreprises électroniques devraient l'utiliser car elles peuvent alors être sûres que les informations envoyées et reçues à leur système sont propres. Une deuxième façon de protéger les données consiste à utiliser des pare-feu et une protection réseau. Un pare-feu est utilisé pour restreindre l'accès aux réseaux privés, ainsi qu'aux réseaux publics qu'une entreprise peut utiliser. Le pare-feu a également la possibilité de consigner les tentatives sur le réseau et de fournir des avertissements au fur et à mesure. Ils sont très bénéfiques pour garder les tiers hors du réseau. Les entreprises qui utilisent le Wi-Fi doivent envisager différentes formes de protection car ces réseaux sont plus faciles d'accès pour quelqu'un. Ils devraient se pencher sur l'accès protégé, les réseaux privés virtuels ou la sécurité du protocole Internet. Une autre option qu'ils ont est un système de détection d'intrusion. Ce système vous avertit en cas d'intrusions possibles. Certaines entreprises mettent en place des pièges ou des «points chauds» pour attirer les gens et peuvent alors savoir quand quelqu'un essaie de pirater cette zone.

### Chiffrement
Le cryptage, qui fait en fait partie de la cryptographie, implique de transformer des textes ou des messages en un code illisible. Ces messages doivent être décryptés afin d'être compréhensibles ou utilisables par quelqu'un. Il existe une clé qui identifie les données à une certaine personne ou entreprise. Avec le chiffrement à clé publique, deux clés sont en fait utilisées. L'un est public et l'autre privé. Le public est utilisé pour le chiffrement et le privé pour le déchiffrement. Le niveau du cryptage réel peut être ajusté et doit être basé sur les informations. La clé peut être simplement une simple diapositive de lettres ou un mélange de lettres complètement aléatoire. C'est relativement facile à mettre en œuvre car il existe des logiciels qu'une entreprise peut acheter. Une entreprise doit être sûre que ses clés sont enregistrées auprès d'une autorité de certification.

### Certificats numériques
Le but d'un certificat numérique est d'identifier le propriétaire d'un document. De cette façon, le destinataire sait qu'il s'agit d'un document authentique. Les entreprises peuvent utiliser ces certificats de différentes manières. Ils peuvent être utilisés en remplacement des noms d'utilisateur et des mots de passe. Chaque employé peut les recevoir pour accéder aux documents dont il a besoin, où qu'il se trouve. Ces certificats utilisent également le cryptage. Cependant, ils sont un peu plus compliqués que le cryptage normal. Ils ont en fait utilisé des informations importantes dans le code. Ils le font afin d'assurer l'authenticité des documents ainsi que la confidentialité et l'intégrité des données qui accompagnent toujours le cryptage. Les certificats numériques ne sont pas couramment utilisés car ils sont source de confusion pour les gens à mettre en œuvre. Il peut y avoir des complications lors de l'utilisation de différents navigateurs, ce qui signifie qu'ils doivent utiliser plusieurs certificats. Le processus est en train d'être ajusté pour être plus facile à utiliser.

### Signatures numériques
Une dernière façon de sécuriser les informations en ligne serait d'utiliser une signature numérique. Si un document comporte une signature numérique, personne d'autre ne peut modifier les informations sans être détecté. De cette façon, s'il est modifié, il peut être ajusté pour la fiabilité après coup. Pour utiliser une signature numérique, il faut utiliser une combinaison de cryptographie et d'un résumé de message. Un résumé de message est utilisé pour donner au document une valeur unique. Cette valeur est ensuite chiffrée avec la clé privée de l'expéditeur.

## Avantages et désavantages

### Avantages
En se penchant sur le E-Business, on peut y trouver plusieurs avantages qui sont connecter à la facilitation du commerce. Les avantages de la mise en place d’outils de commerce électronique sont liés à la rationalisation des processus opérationnels et non pas tant à l’utilisation de la technologie. Voici quelques-uns de ces avantages :
- Facile à mettre en place : Le commerce électronique est facile à mettre en place, même depuis le domicile. Les seules exigences sont un logiciel, un ordinateur et une connexion Internet.

- Heures d’ouverture flexibles : Il n’y a pas de barrières temporelles puisque l’Internet est disponible pour tout le monde tout le temps. Vos produits et services sont accessibles à toutes les personnes disposant d’une connexion Internet.

- Moins cher qu’une entreprise traditionnelle : Le commerce électronique est moins coûteux qu’une entreprise traditionnelle, mais il est plus coûteux à mettre en place. Le coût des transactions est également moins cher.

- Aucune frontière géographique : Le plus grand avantage est la possibilité de dispersion géographique. N’importe qui peut commander n’importe quoi à n’importe quel moment, et n’importe où.

- Subventions gouvernementales : La numérisation est très encouragée par les gouvernements et fournissent un soutien nécessaire.

- Nouvelle entrée sur le marché : Il y a un grand potentiel qui permet aux entreprises d’entrer sur des marchés autrefois inaccessibles aux entreprises traditionnelles[14],[15].

### Désavantages
Malgré tous les avantages, il y a aussi certains inconvénients que nous devons corriger. Les limites les plus communes du commerce électronique sont les suivantes :
- Manque de touche personnelle : Les produits ne peuvent être examinés ou ressentis avant l’achat final. Dans le modèle traditionnel, nous avons une expérience client plus personnelle, alors qu’avec le commerce électronique, ce n’est généralement pas le cas. Un autre facteur manquant de contact personnel pourrait également être dans les transactions en ligne.

- Le délai de livraison : Les entreprises traditionnelles permettent une satisfaction instantanée puisque le client obtient le produit au moment où il l’achète. Il y aura toujours un délai d’attente avant de recevoir le produit. Par exemple, Amazon assure une livraison en un seul jour dans certains pays. Cela ne règle pas complètement le problème, mais c’est certainement une amélioration.

- Problèmes de sécurité : La méfiance des clients vis-à-vis du commerce électronique peut être expliquée par les divers cas d’escroqueries en ligne. Les pirates informatiques peuvent facilement obtenir les renseignements financiers et personnels des clients. Certains clients ont encore du mal à faire confiance aux entreprises électroniques en raison du manque de sécurité, de fiabilité et d’intégrité[15],[16].

## Catégories
Les principales catégories sont :
- le B2B (Business to Business), qui permet aux entreprises de faire des affaires via des moyens électroniques ;
- le B2C (Business to Consumer), qui permet aux entreprises de vendre des biens, sur un site web par exemple ;
- le C2C (Consumer to Consumer), qui permet aux personnes de faire des affaires entre particuliers  (enchères par exemple) ;
- le B2E (Business to Employee), sous forme d'intranet par exemple, qui permet à l'entreprise de communiquer avec ses employés ;
- le G2B (Government to Business), qui permet aux gouvernements de communiquer avec les entreprises ;
- le G2C (Government to Consumer), qui permet aux gouvernements de communiquer avec leurs citoyens ;
- le A2A (Administration to Administration), qui permet aux administrations de communiquer entre elles.

Cette liste n'est pas exhaustive, mais ce sont les catégories que l'on retrouve le plus souvent dans la littérature.

## Exemples
Quelques exemples d'outils pour les affaires électroniques.

### Systèmes de gestion interne
- Gestion des relations client (GRC, ou CRM en anglais)
- Planification des ressources de l'entreprise (PGI, ou ERP en anglais)
- Portail des informations relatives aux employés
- Intranet
- gestion des connaissances (knowledge management en anglais)
- Gestion des flux d'informations (workflow management en anglais)
- Système de gestion de documents
- Gestion des ressources humaines
- Contrôle des procédés
- Traitement des opérations internes

### Systèmes de communication et de collaboration
- système gestion de contenu
- Courrier électronique
- Messagerie vocale
- forum de discussion
- Système de bavardage (chat en anglais)
- Conférence virtuelle
- Système de travail en groupe (groupware en anglais)
- EDI, systèmes permettant l'échange de données entre deux ou plusieurs entreprises

### Systèmes de commerce électronique
- Système de transfert électronique de fonds
- gestion de la chaîne d'approvisionnement
- Marketing électronique ou marketing en ligne
- Traitement en ligne des transactions
- Commerce mobile (M-Commerce)